# Psicologia intercultural
A psicologia intercultural, junto a antropologia e outras áreas afins, estuda o comportamento humano ao redor do mundo em sua universalidade e, ao mesmo tempo, dando a devida atenção ao comportamento individual no ambiente cultural em que ele ocorre. É o estudo científico do comportamento humano e da sua transmissão, tendo presentes os modos nos quais os comportamentos são modelados e influenciados pelos valores sociais e culturais; é o estudo de diferentes padrões culturais na vida mental dos seres humanos.
Os estudos da psicologia intercultural buscam compreender as relações entre a cultura e o comportamento individual, tem como pressuposto que algumas variáveis que explicam o comportamento de uma pessoa deve-se à influência dos diferentes contextos socioculturais que caracterizam os distintos ambientes nos quais ela navega. Uma importante distinção da psicologia intercultural de outras áreas da psicologia é o pressuposto de que a cultura é um fator contribuinte no desenvolvimento de processos psicológicos. É uma alternativa viável para a promoção de iniciativas que visem a solução do problema do etnocentrismo teórico na psicologia contemporânea.
O termo intercultural refere-se a um tipo específico de interação ou comunicação entre indivíduos, onde as diferenças culturais influenciam a construção de significado. Já o termo aprendizagem intercultural está relacionado à aquisição de uma competência intercultural ampla e transferível, que pode ser aplicada em diversos contextos de contato intercultural, e não apenas em interações com uma cultura específica.
O campo da comunicação intercultural concentra-se na interação entre membros de diferentes grupos culturais. Uma forma de diferenciar a comunicação intercultural da psicologia intercultural é por meio dos níveis de análise. A psicologia intercultural enfatiza as características individuais em diferentes contextos culturais, enquanto a comunicação intercultural foca nos padrões normativos de grupos e sua influência na interação humana. Embora haja interseções entre as disciplinas, essa distinção reflete uma diferença fundamental no foco de cada uma.

## História
Uma das primeiras obras que marca o início dos estudos de psicologia intercultural estava voltada especificamente para a questão internacional, a “Psicologia dos povos: uma investigação sobre as leis de desenvolvimento da linguagem, mito e costume", de Wundt, entre 1900-1920. Posteriormente, Freud conectou a psicologia com a cultura em "Totem e tabu" e "O mal-estar da civilização". Então Jung, ao realizar pesquisas in loco na América, África, regiões do Oriente da Europa, buscou teorizar sobre seus conceitos de arquétipos como universais.
Kraepelin também contribuiu na inauguração da psiquiatria comparada, procurando verificar a existência de uma relação entre transtornos mentais e características psicossociais que diferenciam os povos. Outros autores que contribuíram foram W.H.R. Rivers, Bronislaw Malinowski, Ruth Benedict, Cora DuBois, Kardiner e Linton, Margaret Mead. Um maior interesse pela Psicologia Intercultural assim como a Educação Intercultural teve início no término da Segunda Guerra Mundial.
Do término da Segunda Guerra até o que se conhece atualmente, muito foi desenvolvido em termos de Psicologia Intercultural, em especial nas décadas de 60 e 70. Houve um aumento das publicações sobre o tema no Journal of Social Psychology, foi fundado o Center for Cross-Cultural Psychology, a International Association for Cross-Cultural Psychology, a Society for Cross-Cultural Research e a International Academy of Intercultural Research.
Durante esse período, mais autores surgiram com importantes contribuições para a área. Kalervo Oberg com o conceito de choque cultural; John Berry com seus modelos de interação cultural e aculturação; Harry Triandis com os conceitos de coletivismo e individualismo; Milton Bennet com o Modelo de Desenvolvimento Intercultural e David L. Sam, cujo trabalho é voltado para os aspectos clínicos da imigração, sobretudo com refugiados.
No Brasil, Arrigo Angelini se tornou pioneiro dos estudos de Psicologia Intercultural e, posteriormente, Aniela Ginsberg foi considerada perita consultora de pesquisas interculturais da PUC-SP.

## Atualidade
Atualmente, no Brasil, Andrea S. Sebben é uma referência quando se trata de pesquisas em psicologia intercultural e educação intercultural. Tendo tido grande influência de seus antecessores, (Oberg, Bennett e Berry) aperfeiçoou seus modelos teóricos de compreensão cultural e elaborou o Polígono Migratório, dando a devida importância a todos os personagens envolvidos no processo migratório: hóspede, hospedeiro, família pregressa e moderador migratório. Este último foi sua principal contribuição científica, sua abordagem leva em consideração as agências e programas de intercâmbio e setores de Mobilidade Global de Recursos Humanos como participantes ativos no processo migratório do cliente, ao invés de meros observadores. O autoconhecimento e autoeficácia em relação a integração aos grupos são conceitos-chave trazidos, os conflitos inerentes aos processos interculturais também e assim uma nova maneira de resolvê-los.
Cada vez mais, existe um crescimento do fenômeno da expatriação entre empresas nacionais e estrangeiras, e com isso encontram-se mais dificuldades em países estrangeiros e na Gestão de Expatriados na área de Recursos Humanos. Geert Hofstede trouxe novas compreensões sobre o comportamento intercultural, apesar da crescente globalização dos mercados, aculturação de pessoas e contatos cada vez mais facilitados entre os povos, as diferenças nacionais e regionais não deixam de crescer. Essas diferenças podem tornar-se um dos problemas mais importantes e cruciais para a gestão, em particular para a gestão de multinacionais e de organizações multiculturais.
A psicologia intercultural permite a atuação com adaptação de brasileiros no exterior e estrangeiros no Brasil, com base na combinação entre Psicologia Intercultural e Educação Intercultural. A metodologia desenvolvida por Sebben facilita o processo de aculturação e integração, aplicada em diversos contextos, como intercambistas, executivos expatriados e profissionais do esporte, com enfoque na adaptação eficaz e sustentável em ambientes culturais variados. Traz reflexões sobre o conceito de diversidade cultural nas organizações modernas, onde o termo diversidade é visto como algo positivo e enriquecedor.

## Aplicações
A psicologia intercultural tem o potencial de ser uma ferramenta significativa na resolução de diversos problemas enfrentados por sociedades em diferentes países. Entre esses problemas, incluem-se questões relacionadas a imigrações internas, aculturação, urbanização, educação de massas, programas de saúde pública, planejamento familiar, planejamento educacional, telecomunicações, violência urbana, relações internacionais, conflitos religiosos, conflitos raciais, pobreza e privação cultural. Muitas dessas questões são marcadas por conflitos que surgem de diferentes percepções do mundo ou pela busca pela preservação de traços culturais e étnicos.
A psicologia intercultural tem como objetivos:
- ampliar os dados atuais da Psicologia com variáveis culturais;
- compreender o etnocentrismo enraizado na produção científica global;
- gerar novas hipóteses para explicação do comportamento;
- aprofundar de maneira sistemática e reflexão conhecimento da própria cultura;

A psicologia intercultural é aplicada no desenvolvimento de currículos que promovem a compreensão intercultural e reduzem o preconceito. No âmbito corporativo, as teorias interculturais ajudam a gerir equipes multiculturais e a nortear negociações globais.
“O executivo multicultural sabe se comportar em qualquer país, recebe bem em sua terra natal, é curioso, criativo e um grande negociador, habilidades que são desenvolvidas a partir do treinamento intercultural, que educa a sensibilidade do executivo.”

— Andréa Sebben, 2005
Alguns profissionais utilizam da compreensão intercultural para adaptar terapias e abordagens psicoterapêuticas culturalmente apropriadas. A área também se preocupa com migrantes e refugiados e sua adaptação em novos ambientes culturais.
Sebben enfatiza a importância de compreender as diferenças culturais para promover a empatia e reduzir o preconceito. Aborda a psicologia intercultural como uma ferramenta para a adaptação de indivíduos em novos contextos culturais, o que se torna relevante em situações de migração. Defende que o desenvolvimento de competências interculturais pode enriquecer tanto o crescimento pessoal quanto profissional dos indivíduos, capacitando-os a trabalhar em ambientes diversos e a enfrentar desafios culturais com maior flexibilidade e adaptação.

## Treinamento Intercultural
Um Treinamento Intercultural pode ser definido como um programa que se propõe a capacitar indivíduos para viver, trabalhar, estudar ou morar em lugares culturalmente diversos do seu. Existem, atualmente, alguns modelos de treinamento intercultural:

#### Modelo Cognitivo
No modelo cognitivo o foco é a transmissão de informação sobre a cultura alheia e as técnicas frequentemente utilizadas são leituras, visitas, filmes, vídeos e estudos de caso. Porém, a mudança de comportamento não se dá apenas por vias racionais (às vezes, inclusive, recrudesce estereótipos e preconceitos) o que torna o modelo pouco eficaz nesse contexto.

#### Modelo Afetivo
No modelo afetivo há uma ênfase desproporcional e profundamente etnocentrista trazida pelo conceito de choque cultural e a consequente perseguição de sua "diminuição" ou "minimização". O problema é anterior à ilusão de minimizá-lo, mas de aceitá-lo como verdade absoluta ou como se fosse um ente pensante, com vida própria e definitivamente presente em todas as relações interculturais.

#### Modelo Comportamental
No modelo comportamental há um enfoque muito grande no ajustamento do estrangeiro/hóspede, acabando por excluir o hospedeiro e outros elementos essenciais do Polígono Migratório. Pretender ajustá-lo é a verdadeira contramão da intercultura, uma vez que dispensa seus atributos interpessoais/interculturais.
Christopher Earley e Soon Ang argumentam que uma abordagem puramente comportamental ou cognitiva é insuficiente, cara e dispendioso para quem compra e para quem assiste. Pois dá uma aparente e situacional satisfação em sala de aula, mas que, posterior ao portão de embarque, o conteúdo é esquecido e deixado de lado. O modelo se torna pouco eficaz caso o indivíduo não esteja profundamente motivado a mudar e capaz de transformar essa motivação em atitudes concretas.

#### Modelo Sociocognitivo
Esse modelo permite a aceitação de que a relação com culturas é algo pessoal, os treinamentos nesse modelo exercem suas atividades baseadas em ciência e pesquisa reconhecidas e não apenas no conhecimento empírico. É capaz de criar pontes entre o conhecimento científico e a prática e criar novas ideias e metodologias que promovam a Educação Intercultural. Permite a relativização de ideias, pessoas e circunstâncias, promove a capacidade de lidar com a complexidade e requer formação em psicologia intercultural e educação intercultural.
Se trata de um processo que pode ser desenvolvido no país de origem, que se estende para além da sala de aula - e no caso da expatriação, um processo cujos resultados devem ser monitorados e avaliados constantemente. É um processo evolutivo e de aprendizado contínuo (mais do que a posse de um arsenal de informações sobre um país específico) que pode começar em sala de aula mas deve concretizar-se na maturidade de seus conteúdos e novas atitudes.